# Új Népfront
Az Új Népfront (franciául: Nouveau Front populaire, NFP) egy széles körű baloldali szövetség Franciaországban.

## Története
2024. júniusában hoztak létre a 2024-es parlamenti választások megnyerésére. A Front egyesíti az ún. Engedetlen Franciaországot, a Szocialista Pártot, a Francia Kommunista Pártot, a Szocialista Baloldalt, az Új Antikapitalista Pártot, az Ökoszocialista Baloldalt és más balközép és baloldali politikai pártokat. Az 5 nagy szakszervezet és 4 szervezet is csatlakozott hozzájuk és volt két külső támogató is.
Az NFP a 2024-es parlamenti választásokon relatív többséget szerzett a Nemzetgyűlésben 182 képviselővel és az ország legerősebb politikai ereje lett.
A választások megnyerésére esélyes szélsőjobboldali Nemzeti Tömörülés hatalomra kerülésének megakadályozására hozták létre, és neve a két világháború közötti antifasiszta szövetséget, a Népfrontot hangsúlyozza.

## Tagok

### Politikai pártok
| Párt                                         | Párt                                                         | Rövidítés | Ideológia                                                   | Politikai elheyezkedés             | Vezető(k)                                     |
| -------------------------------------------- | ------------------------------------------------------------ | --------- | ----------------------------------------------------------- | ---------------------------------- | --------------------------------------------- |
| Az Engedetlen Franciaország és szövetségesei |                                                              |           |                                                             |                                    |                                               |
|                                              | Engedetlen Franciaország (La France Insoumise)               | LFI       | Demokratikus szocializmus baloldali populizmus              | baloldaltól szélsőbaloldalig       | Jean-Luc Mélenchon Manuel Bompard             |
|                                              | Baloldali Párt (Parti de Gauche)                             | PG        | Demokratikus szocializmus baloldali populizmus              | baloldal                           | Éric Coquerel Danielle Simonnet               |
|                                              | Állampolgárok Együtt                                         | E!        | Szocializmus Ökoszocializmus                                | baloldaltól szélsőbaloldalig       | Kollektív vezetés                             |
|                                              | Picardie Debout                                              | PD        | baloldali populizmus gazdasági nacionalizmus Regionalizmus  | baloldal                           | François Ruffin                               |
|                                              | Révolution Écologique pour le Vivant                         | REV       | veganizmus mélyökológia                                     | baloldal                           | Aymeric Caron                                 |
|                                              | Parti Ouvrier Indépendant                                    | POI       | Marxizmus                                                   | baloldaltól szélsőbaloldalig       | Kollektív                                     |
|                                              | Rézistans Égalité 974                                        | RÉ974     | Demokratikus szocializmus Regionalizmus                     | baloldaltól szélsőbaloldalig       | Jean-Hugues Ratenon                           |
|                                              | Péyi-A                                                       | Péyi-A    | Independentizmus                                            | balközéptól baloldalig             | Jean-Philippe Nilor Marcelin Nadeau           |
|                                              | Gauche écosocialiste                                         | GES       | Ökoszocializmus                                             | baloldaltól szélsőbaloldalig       | Kollektív                                     |
|                                              | Gauche démocratique et sociale                               | GDS       | Demokratikus szocializmus                                   | baloldal                           | Gérard Filoche                                |
|                                              | Pour Ecologie Populaire Sociale                              | PEPS      | ökoszocializmus                                             | szélsőbaloldal                     | Kollektív                                     |
| Les Écologistes és szövetségesei             |                                                              |           |                                                             |                                    |                                               |
|                                              | Les Écologistes                                              | LE        | Zöldpolitika alternatív globalizáció                        | balközéptól baloldalig             | Marine Tondelier                              |
|                                              | Génération.s                                                 | G·s       | Demokratikus szocializmus Ökoszocializmus                   | balközéptól baloldalig             | Benoît Hamon                                  |
|                                              | Alternative Alsacienne                                       | AA        | Demokratikus szocializmus Regionalizmus                     | baloldal                           |                                               |
|                                              | Ökológiai Generáció (Génération écologie)                    | GE        | Zöldpolitika Ökofeminizmus                                  | baloldal                           | Delphine Batho                                |
|                                              | Ensemble Sur Nos Territoires                                 | ET        | Zöldpolitika Regionalizmus                                  | baloldal                           |                                               |
|                                              | Heiura-Les Verts                                             | Heiura    | Zöldpolitika                                                | baloldal                           | Jacky Bryant                                  |
| Szocialista Párt és szövetségesei            |                                                              |           |                                                             |                                    |                                               |
|                                              | Szocialista Párt                                             | PS        | Szociáldemokrácia Demokratikus szocializmus Európa-pártiság | balközéptől baloldalig             | Olivier Faure                                 |
|                                              | Place Publique                                               | PP        | Szociáldemokrácia                                           | balközép                           | Aurore Lalucq Raphaël Glucksmann              |
|                                              | Paris en commun                                              | PeC       | Szociáldemokrácia Ökoszocializmus Regionalizmus             | balközéptól baloldalig             | Anne Hidalgo                                  |
|                                              | Parti progressiste démocratique guadeloupéen                 | PPDG      | Szociáldemokrácia Posztmarxizmus                            | balközéptól baloldalig             | Jacques Bangou                                |
|                                              | Parti socialiste guyanais                                    | PSG       | Demokratikus szocializmus autonomizmus                      | baloldal                           | Marie-Josée Lalsie                            |
|                                              | Mouvement populaire franciscain                              | MPF       | autonomizmus                                                | baloldal                           | Maurice Antiste                               |
|                                              | Parti progressiste martiniquais                              | PPM       | Demokratikus szocializmus autonomizmus                      | baloldal                           | Didier Laguerre                               |
|                                              | Bâtir le pays Martinique                                     | BPM       | Posztmarxizmus baloldali nacionalizmus                      | baloldal                           | Pierre Samot                                  |
|                                              | Le Progrès                                                   | LP        | Szociáldemokrácia Regionalizmus                             | balközép                           | Patrick Lebreton                              |
| Francia Kommunista Párt és szövetségesei     |                                                              |           |                                                             |                                    |                                               |
|                                              | Francia Kommunista Párt                                      | PCF       | kommunizmus                                                 | baloldaltól szélsőbaloldalig       | Fabien Roussel                                |
|                                              | Humains et dignes                                            | HeD       | Demokratikus szocializmus                                   | baloldal                           | Muriel Ressiguier                             |
|                                              | Gauche républicaine et socialiste                            | GRS       | Szocializmus                                                | baloldal                           | Emmanuel Maurel                               |
|                                              | Les Radicaux de Gauche                                       | LRDG      | Radikalizmus                                                | balközép                           | Stéphane Saint-André Isabelle Amaglio-Térisse |
|                                              | L'Engagement                                                 | L'E       | Szocializmus                                                | balközéptól baloldalig             | Arnaud Montebourg                             |
|                                              | Mouvement républicain et citoyen                             | MRC       | baloldali gaullizmus szuverenizmus                          | baloldal                           | Jean-Luc Laurent                              |
|                                              | République et Socialisme                                     | ReS       | baloldali gaullizmus szuverenizmus                          | baloldal                           | Lucien Jallamion                              |
|                                              | Pour La Réunion                                              | PLR       | Demokratikus szocializmus Posztmarxizmus Regionalizmus      | baloldal                           | Huguette Bello                                |
|                                              | Tāvini Huiraʻatira                                           | TH        | baloldali nacionalizmus Independentizmus                    | balközéptől baloldalig             | Oscar Temaru                                  |
|                                              | Martinique-i Kommunista Párt (Parti communiste martiniquais) | MCP       | Kommunizmus autonomizmus                                    | szélsőbaloldal                     | Georges Erichot                               |
|                                              | Réunioni Kommunista Párt (Parti communiste réunionnais)      | PCR       | Kommunizmus Regionalizmus                                   | szélsőbaloldal                     | Élie Hoarau                                   |
|                                              | Mouvement de décolonisation et d'émancipation sociale        | MDES      | Marxizmus baloldali nacionalizmus                           | szélsőbaloldal                     | Fabien Canavy                                 |
|                                              | Parti communiste guadeloupéen                                | PCG       | kommunizmus autonomizmus                                    | szélsőbaloldal                     | Alain-Félix Flémin                            |
|                                              | Mouvement indépendantiste martiniquais                       | MIM       | baloldali nacionalizmus Dekolonizáció                       | baloldal                           | Alfred Marie-Jeanne                           |
|                                              | Rassemblement démocratique pour la Martinique                | RDM       | Szociáldemokrácia autonomizmus                              | baloldal                           | Claude Lise                                   |
| Egyéb                                        |                                                              |           |                                                             |                                    |                                               |
|                                              | Új Antikapitalista Párt                                      | NPA–B     | Szocializmus Antikapitalizmus                               | szélsőbaloldal                     | Kollektív vezetés                             |
|                                              | Nouvelle Donne                                               | ND        | Progresszivizmus                                            | balközéptól baloldali populizmusig | Arnaud Lelache Aline Mouquet                  |
|                                              | Mouvement des progressistes                                  | MdP       | Progresszivizmus                                            | balközéptól baloldalig             | François Béchieau                             |
|                                              | Allons enfants                                               | AE        | szociálliberalizmus                                         | balközép                           | Félix David-Rivière                           |
|                                              | Kalózpárt                                                    | PP        | Kalóz politika polgári libertarianizmus                     | Szinkretizmus                      | Kollektív vezetés                             |
|                                              | Walwari                                                      |           | Demokratikus szocializmus Szociáldemokrácia autonomizmus    | balközéptől baloldalig             | Christiane Taubira                            |
|                                              | Breton Demokratikus Unió                                     | UDB       | Breton nacionalizmus baloldali nacionalizmus                | baloldal                           | Tifenn Siret Pierre-Emmanuel Marais           |
|                                              | Euskal Herria Bai                                            | EHBai     | abertzale baloldal                                          | baloldal                           |                                               |
|                                              | Inseme a Manca                                               | IaM       | Szocializmus Ökoszocializmus                                | baloldal                           |                                               |
|                                              | Ghjuventù di Manca                                           | GdM       | Zöldpolitika Társadalmi igazságosság                        | baloldal                           |                                               |
|                                              | A Manca                                                      | AM        | baloldali nacionalizmus Korzikai autonomizmus               | szélsőbaloldal                     |                                               |
|                                              | Union pour la Sécurité de Mayotte                            | USM       | Regionalizmus                                               | baloldal                           |                                               |
|                                              | Ecologia Sulidaria                                           | ES        | Zöldpolitika                                                | baloldal                           |                                               |

### Szakszervezetek
| Union Confederation                                                                             | Rövidítés | Vezető(k)                         |
| ----------------------------------------------------------------------------------------------- | --------- | --------------------------------- |
| Általános Munka-konföderáció (Confédération générale du travail)                                | CGT       | Sophie Binet                      |
| Francia Munkavállalók Demokratikus Szövetsége (Confédération française démocratique du travail) | CFDT      | Marylise Leon                     |
| Független Szakszervezetek országos szövetsége (Union nationale des syndicats autonomes)         | UNSA      | Laurent Escure                    |
| Egységes Szakszervezeti Szövetség (Fédération Syndicale Unitaire)                               | FSU       | Benoît Teste                      |
| Union syndicale Solidaires (fordítják Szakszervezetek Szövetsége-nek is)                        | SUD       | Julie Ferrua és Murielle Guilbert |

### Szervezetek
| Szervezet | Szervezet | Rövidítés | Ideológia                         | Politikai álláspont | Vezető(k)         |
| --------- | --- | --------- | --------------------------------- | ------------------- | ----------------- |
|           | Association pour la taxation des transactions financières et pour l'action citoyenne (fordítják Alakulat a Tőke Tranzakciók Adóztatására az Állampolgárok céljára és Nemzetközi mozgalom a pénzpiacok és intézményeik demokratikus ellenőrzésére néven is, de ATTAC néven ismertebb | ATTAC     | Alternatív globalizáció Tobin-adó | baloldal            | Kollektív vezetés |
|           | Jeune Garde Antifasciste (Ifjú Gárdának is nevezik) | JGA       | Antifasizmus                      | szélsőbaloldal      | Kollektív vezetés |
|           | Association Démocratie Écologie Solidarité | ADES      | Ökoszocializmus                   | baloldal            | Kollektív vezetés |
|           | Révolution |           | Trockizmus                        | szélsőbaloldal      | Kollektív vezetés |

### Külső támogató
| Party | Party                                                  | Abbr. | Ideológia                        | Politikai álláspont | Vezető(k)         |
| ----- | ------------------------------------------------------ | ----- | -------------------------------- | ------------------- | ----------------- |
|       | Baloldali Radikális Párt                               | PRG   | Szociálliberalizmus Radikalizmus | balközép            | Guillaume Lacroix |
|       | Citoyenneté, Action, Participation pour le XXIe siècle | Cap21 | Zöld liberalizmus                | Közép               | Corinne Lepage    |